# Drużynino (obwód swierdłowski)
Drużynino (ros. Дружинино) – osiedle typu miejskiego w Rosji, w obwodzie swierdłowskim, w rejonie niżniesiergińskim. W 2010 liczyło 3793 mieszkańców.